# Chilly Willy
Chilly Willy è un personaggio immaginario protagonista di una omonima serie di cortometraggi animati ideato da Paul J. Smith per lo studio di Walter Lantz nel 1953 e poi sviluppato ulteriormente da Tex Avery nei due film successivi. Il personaggio, un pinguino antropomorfo, esordì nel New Woody Woodpecker Show e divenne presto il secondo personaggio più popolare della Studio di Lantz dopo Woody Woodpecker; è comparso in 50 cortometraggi prodotti dal 1953 al 1972, la maggior parte dei quali lo vedono impegnato in tentativi di trovare il cibo o rimanere caldo scontrandosi con un cane, Smedley. Fra i cortometraggi più noti ci sono Cold (1955) e The Legend Of Rockabye Point (1955).

## Filmografia

### 1953
- Chilly Willy

### 1954
- I'm Cold

### 1955
- La leggenda di Rockabye Point (The Legend of Rockabye Point)
- Doccia scozzese (Hot and Cold Penguin)

### 1956
- Room and Wrath
- Hold That Rock

### 1957
- Operation Cold Feet
- Il pisolone (The Big Snooze)
- Swiss Miss-Fit

### 1958
- Cercasi pinguino (Polar Pests)
- Troppe mascotte (A Chilly Reception)
- Little Tellevillain

### 1959
- Un pinguino indigesto (Robinson Gruesome)
- Yukon Have It

### 1960
- Fish Hooked

### 1961
- Clash and Carry
- St. Moritz Blitz
- Tricky Trout

### 1962
- Fish and Chips
- Mackerel Moocher

### 1963
- Salmon Loafer
- Pesky Pelican

### 1964
- Com'è brutta la fame! (Deep Freeze Squeeze)
- Il guardiano del faro (Lighthouse-Keeping Blues)
- Brr... che freddo! (Ski-Napper)

### 1965
- Vacanze alle Hawaii (Fractured Friendship)
- Cotte e mangiate (Half-Baked Alaska)
- Pesty Guest

### 1966
- Snow Place Like Home
- Il pinguino imperatore (South Pole Pals)
- Terrore polare (Polar Fright)
- A caccia di tonni (Teeny Weeny Meany)

### 1967
- Il capitano Blah (Operation Shanghai)
- Vicious Viking
- Arrivano i rifornimenti (Hot Time on Ice)
- Un riposo meritato (Chilly And The Woodchopper)
- Amici per la pelle (Chilly Chums)

### 1968
- Cani sottomarini (Under Sea Dogs)
- Highway Hecklers
- Festival popolare (Chiller Dillers)

### 1969
- Project Reject
- La caccia (Chilly and the Looney Gooney)
- Sleepy Time Bear

### 1970
- Gooney's Goofy Landings
- Un cucciolo ingombrante (Chilly's Ice Folly)
- La guerra fredda di Chilly (Chilly's Cold War)

### 1971
- A Gooney is Born
- Aiutaci Gooney (Airlift A La Carte)
- Nascondiglio di Chilly (Chilly's Hide-A-Way)

### 1972
- The Rude Intruder